# Ермолов, Николай Алексеевич (священнослужитель)
Николай Алексеевич Ермолов (1874—1937) — протоиерей Русской православной церкви, священномученик, новосибирский новомученик.

## Биография
Николай Ермолов был сыном псаломщика, окончил Самарскую семинарию (1897).
Служил псаломщиком и учителем в Бугульме. С 1900 года — священник. До 1905 года служил в церкви села Шорон Белебейского уезда.
С 1906 по 1919 годы — священник в церкви села Байки Бирского уезда Уфимской губернии; с 1920 по 1924 годы — в церкви села Доронино (ныне Тогучинский район Новосибирской области).
Вместе с отступающей армией Колчака в 1919 году Ермолов отправился в Сибирь, где жил его брат. В 1920 году был впервые арестован, однако не допрошен и вскоре освобождён. В 1924 году за усердное служение Церкви Христовой и мужественное противостояние обновленческому расколу расколу получил назначение в село Ордынское, где был настоятелем, предположительно, Покровской церкви. Второй раз его на два месяца арестовали за неуплату налогов: в 1933 году местный сельсовет постановил, что священник должен в трёхдневный срок сдать государству центнер мяса. Спустя два месяца освобождён. 27 июля 1937 года по обвинению в «организации контрреволюционной работы, формировании повстанческих элементов на случай войны» протоиерей Николай снова арестован. В ходе следствия виновным в антигосударственной деятельности себя не признал. 1 октября тройкой УНКВД по Западно-Сибирскому краю приговорён к расстрелу с конфискацией имущества.
Расстрелян 26 октября 1937 года в Новосибирске и погребён вместе со священником Иннокентием Кикиным в общей безвестной могиле.
Постановлением президиума Новосибирского областного суда от 2 августа 1958 года постановление тройки НКВД от 1 октября 1937 года было отменено и дело в отношении протоиерея Николая Ермолова и священника Иннокентия Кикина прекращено за отсутствием состава преступления.
24 апреля 2002 года определением патриарха и Священного синода Русской православной церкви протоиерей Николай Ермолов и священник Иннокентий Кикин были причислены к лику святых новомучеников и исповедников Российских. Торжественное прославление святых состоялось за всенощным бдением в кафедральном Вознесенском соборе Новосибирска 23 мая 2002 года с участием патриарха Московского и всея Руси Алексия II.
Автором тропаря священномученикам новосибирским Николаю и Иннокентию стал священник Александр Матрук.